# Effi Effinghausen
Effi Effinghausen (bürgerlich Karl-Heinrich Effinghausen; * 6. Juni 1950 in Celle; † 23. Dezember 1995 in Hamburg) war ein deutscher Chansonnier, Tangotänzer und Gastronom.

## Leben
Die Eltern von Effi Effinghausen betrieben an der Schuhstraße in Celle einen Bierverlag. Ihr Sohn wurde zu Ostern 1957 in der Altstedter Schule in Celle eingeschult, 1961 wechselte er an das Herrmann Billung-Gymnasium in Celle, wo er 1969 sein Abitur machte. Ab dem Wintersemester 1969/70 begann sein Studium der Kunstgeschichte an der Universität Bonn, dem ab 1974 ein Studium der Kunstgeschichte an der Christian-Albrechts-Universität Kiel folgte.
Effinghausen hatte auf dem Weg zu seiner innovativen, schwulen Kaffeehaus-Karriere mehrere Stationen: Von 1978 bis 1980 war er Mitarbeiter im Café Lucy am Jungfernstieg in Kiel (gegr. von Rainer Bock). In den Jahren 1980–1986 war er Mitbetreiber und Geschäftsführer im schwulen Kollektiv „Café Tuc Tuc“ an der Oelkersallee in Hamburg-Altona und schließlich von 1987 bis 1995 Mitbegründer und Geschäftsführer des „Café Gnosa“ in der Lange Reihe, Hamburg-St. Georg.
Effinghausen ist vor allem als Chansonier mit markanter Stimme (samt ungeahnten Falsett-Höhen) und Bühnenpräsenz bekannt geworden. Mit Eric Gabriel, seinem Pianisten und Texter, trat er von 1985 bis 1993 mit eigenem Repertoire aus diversen Couplets in vielen Städten in Deutschland und der Schweiz auf.
Effi Effinghausen pflegte bereits ab 1985, gemeinsam mit Freunden, seine Leidenschaft für den Tango Argentino im Hamburger „Cafe Tuc Tuc“ und gilt damit als Wegbereiter des Queer Tango. In Erinnerung bleibt seine melancholisch berührende Interpretation des Liedes von „Willi Petersen aus Altona“, die in einer Aufnahme von 1992 aus dem Kleinen Saal der Musikhalle Hamburg überliefert ist.

### Erinnern
Mit einer zweijährigen Verspätung (aufgrund von Corona) haben Freunde, Weggefährten und Künstlerkollegen am 29. Mai 2022 – aus Anlass seines 70. Geburtstages – im Kabaretttheater „Polittbüro“ am Steindamm in Hamburg mit einem musikalischen Abend an Effi Effinghausen erinnert und damit auch seine herausragende Bedeutung für die schwule Kultur und schwule Infrastruktur der Hansestadt Hamburg hervorgehoben. Auf dem Programm stand u. a. die Mitwirkung folgender Künstler: der Pianist Eric Gabriel (New York), der Schauspieler und Sänger Gustav Peter Wöhler (Hamburg), die Kabarettisten Lisa Politt und Gunter Schmidt (Herrchens Frauchen) und ein Tangopaar (Hamburg). Die Gastgeber des unterhaltsamen Abends waren Effis Weggefährten Kai Reinicke, Klaus-Dieter Begemann und Monty Arnold, der auch durch den Abend führte.